# استلیو لورنزی
استلیو لورنزی (فرانسوی: Stellio Lorenzi‎; زاده ۷ مهٔ ۱۹۲۱ – مرگ ۲۵ سپتامبر ۱۹۹۰) فیلم‌نامه‌نویس اهل کشور فرانسه بود. او یک کمونیست بود.
از فیلم‌ها یا برنامه‌های تلویزیونی که وی در آن نقش داشته‌است می‌توان به بدرود فیلیپین اشاره کرد.